# Дишкант Василь Мартинович
Василь Мартинович Дишкант (1911, с. Мошків, нині в складі с. Гута, Сокальський район — квітень 1981, м. Сокаль) — український правник, педагог, учасник Національно-визвольних змагань, діяч ОУН, політв'язень.

## Біографія
Василь Дишкант народився в 1911 році в селі Мошків Сокальського повіту (село як самостійне утворення нині не існує, як колишній присілок перебуває в складі с. Гута, Сокальського району, Львівської обл.
Батько віддав сина до польськомовної державної гімназії в Сокалі, яку Василь закінчив у 1931 році. Поступив у Львівський університет, де студіював право. Студії закінчив 1936 року та здобув титул магістра права, а тоді переїхав до Сокаля, де відбував практику в адвоката, доктора Степана Ріпецького.

### Перша судимість
У той час ОУН займалася поширенням своїх ідей та свою організаційної мережі на Волині і Холмщині. У цій акції брав участь теж Василь Дишкант. На початку 1937 р. польська поліція арештувала його та перевезла до в'язниці в Луцьку. В серпні того ж року відбувся в Луцьку великий політичний процес, в якому, крім Дишканта, судили Івана Климіва і Павла Мигаля (обидва з Сокальщини) — всього 42 особи. У цьому процесі, що тривав 14 днів і закінчився 31 серпня 1937 р., Василя Дишканта засуджено на три роки тюрми за приналежність до ОУН.

### Ув'язнення і життя в Німеччині
Після початку другої війни Дишкант вийшов на волю та короткий час перебував у рідному селі, яке було під німецькою окупацією. Згодом учителював на Холмщині в семикласовій школі в селі Бузок. Викладав на курсах українознавства в тому ж селі.
Після початку німецько-радянської війни та проголошення «відновлення Української Держави» німецькою окупаційною владою 30 червня 1941 р. переїхав до Сокаля, де зайнявся організацією державної адміністрації, працюючи в Міській Управі. В тому році одружився з Марусею Семенюк і згодом у них народився син. В січні 1944 р. був арештований німецьким Гештабом і засуджений до смертної кари, яку пізніше замінили на концтабір. Із львівської тюрми перевезли його до німецького концтабору в Авшвіці, де він перебував аж до капітуляції Німеччини в травні 1945 р. Після закінчення війни переїхав до Баварії (американська окупаційна зона). 1945 року був призначений обласним Провідником ОУН Північної Баварії та провінції Гессен.

### Повернення до України
У 1947 р. Василь Дишкант зголосився виїхати нелегально на територію УРСР для провадження там революційної роботи. Арештований польською політичною поліцією в Любліні, був переданий КДБ та засуджений на 25 років ув'язнення в концентраційних таборах у Мордовії. Представники радянського уряду пропонували йому волю під умовою, що він напише покаянну заяву та опише «наше світле, веселе життя в Радянському Союзі». Він відмовлявся, пояснюючи, що «його життя за ґратами зовсім не веселе і не світле, а на волі в Радянському Союзі він не жив і тому не може собі того життя уявити».
Вийшов на волю в 1966 році і повернувся до Сокаля. Не маючи радянського громадянства, він не мав права виїжджати поза межі Сокальського району. При тих обставинах важко було влаштуватися на роботу, знайомі відверталися від колишнього в'язня. Нарешті йому вдалося влаштуватися в сокальській середній школі на роботу помічника директора по господарській частині.

### Знайомство з Патріархом Йосифом
Василь Дишкант зустрівся в мордовських таборах з Патріархом Йосифом, коли він затримався там на короткий час. Зразу після приїзду Патріарха Василь приніс йому хліб, масло та інші харчі, розмовляв з ним. На другий день Патріарха повезли до іншого табору. Після прибуття до Рима Патріарх мав зустріч із братом Василя, під час якої висловив йому вдячність.

### Смерть
Помер на 70-ому році життя у квітні 1981 р. в Сокалі, там само й похований 8 квітня.